# 正書法
正書法（せいしょほう、羅: orthographia、英: orthography）は、言語を文字で正しく記述する際の規則の集合のことである。単語の綴りを一意化する。
現在では、綴り、句読点などの約物の打ち方、大文字・小文字の使い分けなども含んだ意味となっている。

## 綴りと発音の関係
同一の発音を可能な限り同一の綴りとなるように規則を整理し（綴り字を改良し）、単語依存性を減らす取り組みが歴史的に各国で行われてきた。表音文字を用いていても、実際には、一つの発音が一種類の綴りとして表されるとは限らないことが、この背景にある。国によっては初等教育から規則の学習に力を入れている（フランス語など）。
スペイン語、イタリア語、フィンランド語、近代に入ってラテン文字化やキリル文字化したアジア・アフリカの諸語（トルコ語、ベトナム語など）などは綴りと発音のギャップが少ない正書法（「浅い[透明な／音素的な]正書法」(shallow[transparent/phonemic] orthography)を持っている。またエスペラントのような人工言語では可能な限りギャップが無いようにデザインされることが多い。
一方、この発音と綴りとのギャップ（en:Orthographic depth）が大きい正書法は、「深い正書法（deep orthography）」
と呼ばれる。英語、フランス語、アラビア語、漢字などがこれに当たる。
国によっては（または、言語によっては）、正書法について議論する公的な組織を持ち、発音と綴りの関係を規則化・明文化することが見られる。また綴り字改良運動も見られる。英語では歴史的にこのような動きは見られなかったが、アメリカでは綴り字改良運動が行われた。

## 日本語と正書法
日本語では明治時代以降、言文一致が進んだ。
一般論として日本語には、規範はいくつもあるが「唯一の正書法」といったようなものは無い。誤りとされない複数の表記が許容される。
日本語のデータをコンピュータで検索したり使用頻度などを分析したりする場合には、他の言語に比べ非常に煩雑な処理が必要になる。
また日本語の辞書や事典で（特に外来語の）単語を検索する場合、エントリーに記載されている表記と違う表記で検索すると、たらい回しのように別の表記の再検索を求められる（例「ヴァイオリン→バイオリン」）など、そのエントリーを見つけるのに手間取る。出版社や放送局などでは各社独自に表記の規則を決めていることが多く、ライターや著者は取引先によって異なる規則に従うことを要求される。教育の場でもどの表記を教えればよいのかをめぐって意見の相違や混乱が生じる。

### 仮名遣い
一般的に、書き言葉（文語など）が話し言葉（口語など）に対して保守的で変化しにくいのに対して、話し言葉は変化が速く、ギャップが生まれる。そういった要因により、正書法はしばしば「その言語の古い様態を比較的近似しており」「現在の話者の認識とはズレた記法」というような格好になりやすい。発音と文字の対応が1対1か、せめて1対多であれば、混乱が起きないのに、日本語のように多対多であることが正書法をめぐる議論を生むことになる。
例えば、日本語（現代仮名遣い）では、助詞の「は」や「へ」などが古い表記法を残している。また発音の曖昧さの例として、「おう」というかな表記は「オウ」とも「オオ」とも発音される。

### 漢字
日本語ではある語を漢字で表記するか仮名で表記するかが定まっていないことが多く（例：「時雨」と「しぐれ」、「怪我」と「けが」、「言葉」と「ことば」、「煙草」と「たばこ」と「タバコ」、「癌」と「がん」と「ガン」）文体や文脈、字数制限、個人の好みなどによって選択される。また送り仮名の用い方にもゆれが多く、送り仮名を使うかどうかも決まっていない語（例「行う」と「行なう」、「問」と「問い」、「締め切り」と「締切り」と「締切」）が多いため、音声的に同一の語に対していくつもの表記が存在することがある。さらには同一の語に対して使う漢字も複数あることがあり（例：
- 「いれずみ」：「刺青」、「入れ墨」、「入墨」、「文身」；
- 「クラゲ」:「水母」、「海月」；
- 「キクラゲ」：「木耳」、「木蛾」、「木水母」、「木海月」；
- 「あしもと」：「足下」、「足元」、「足許」；
- 「げす」：「下衆」、「下種」、「下司」；
- 「ようだい[ようたい]」：「容体」、「容態」、「様態」、「様体」；
- 「さしがね」：「指矩」、「指金」、「差金」、「矩金」；
- 「ほうれい線」：「法令線」、「豊麗線」、「豊齢線」、「頬齢線」；
- 「ほうれん草」：「菠薐草」、「法蓮草」、「鳳蓮草」；
- 「ほととぎす」：「不如帰」、「時鳥」、「杜鵑」など）、

これらの要素が組み合わさって多くの異表記を生む（例：
- 「てがかり」：「手がかり」、「手掛かり」、「手掛り」、「手掛」、「手懸かり」、「手懸り」、「手懸」；
- 「モズク」：「もずく」、「もづく」、「モズク」、「モヅク」、「水雲」、「海雲」、「海蘊」、「藻付」；
- 「ひきがね」：「ひきがね」、「引き金」、「引金」、「引きがね」「引き鉄」、「引鉄」、「弾き鉄」、「弾鉄」、「弾き金」、「弾金」、「銃爪」）。

単語が組み合わされて語句・文になると日本語の異表記は爆発的に増えてしまう。例えば「たくさんのたまごをうむにわとり」という音声的に同一の語句の書き方は「たくさんの卵を産む鶏」「沢山の卵を産むにわとり」「たくさんの玉子を生むニワトリ」「沢山のタマゴを生む鶏」・・・など、数十通りの組合せがあり、どれが正しい（＝正書法に従っている）とも言えない。

### 外来語の片仮名音記
片仮名で表される外来語は表記が複数あるものが非常に多い。
uniform
「ユニホーム」、「ユニフォーム」
violin
「バイオリン」、「ヴァイオリン」
tissue
「ティッシュ」、「ティシュー」、「ティッシュー」
eyebrow
「アイブラウ」「アイブロウ」「アイブロー」
maintenance
「メンテナンス」、「メインテナンス」、「メンテナス」、「メーンテナンス」
May Day
「メーデー」、「メイデー」、「メイデイ」、「メィディ」、「メーデイ」、「メーディ」
spaghetti
「スパゲッティ」、「スパゲッティー」、「スパゲティー」、「スパゲティ」
déjà vu
「デジャヴュ」、「デジャヴ」、「デジャビュ」、「デジャブ」、
Los Angeles
「ロサンジェルス」、 「ロスアンジェルス」、「ロサンゼルス」、「ロスアンゼルス」
Mary
「メアリー」、「メリー」、「マリー」

### ローマ字
日本語ローマ字表記は主に旧ヘボン式・修正ヘボン式・訓令式の三流派に分かれ、さらに長音表記など個人差が大きい。